# ポニーガール
ポニーガールは、西欧圏で見られる性的嗜好の一種。一般的にはヒューマン・アニマル・ロールプレイと呼ばれるものの一つとされ、そのプレイにおいて馬に扮する女性を示す。

## ポニープレイにおけるポニー
人間を馬として扱うのがポニープレイであり、まれに男性の場合もある(その場合はポニーボーイと呼ばれる)。英語では男女まとめて Human pony と呼ぶこともあるが、日本語にはまだ適切な訳語がない。
多くの場合は馬という家畜として扱われることに対する倒錯した性的欲求を満たすために行なわれるため、非人間的な扱いを行なうことが多い(もちろん同意の上で)。大別して以下のように分類される。
- 家畜、もしくは使役馬として酷使される馬
- ショーポニーと呼ばれる観賞用の馬
- 繁殖牝馬

プレイの形式としては、大別して単純に馬として調教を行なうものと、乗馬プレイとがある。乗馬プレイも馬車に見立てて車を引かせるものと、人が直接女性に乗るのとの二系統に分類できるが、前者が一般的である。後者は、さらに四つん這いの姿勢に馬乗りになるタイプと、おんぶするタイプ、肩車をするタイプがある。おんぶと肩車は女性には肉体的に難しい。詳細はポニープレイ参照。

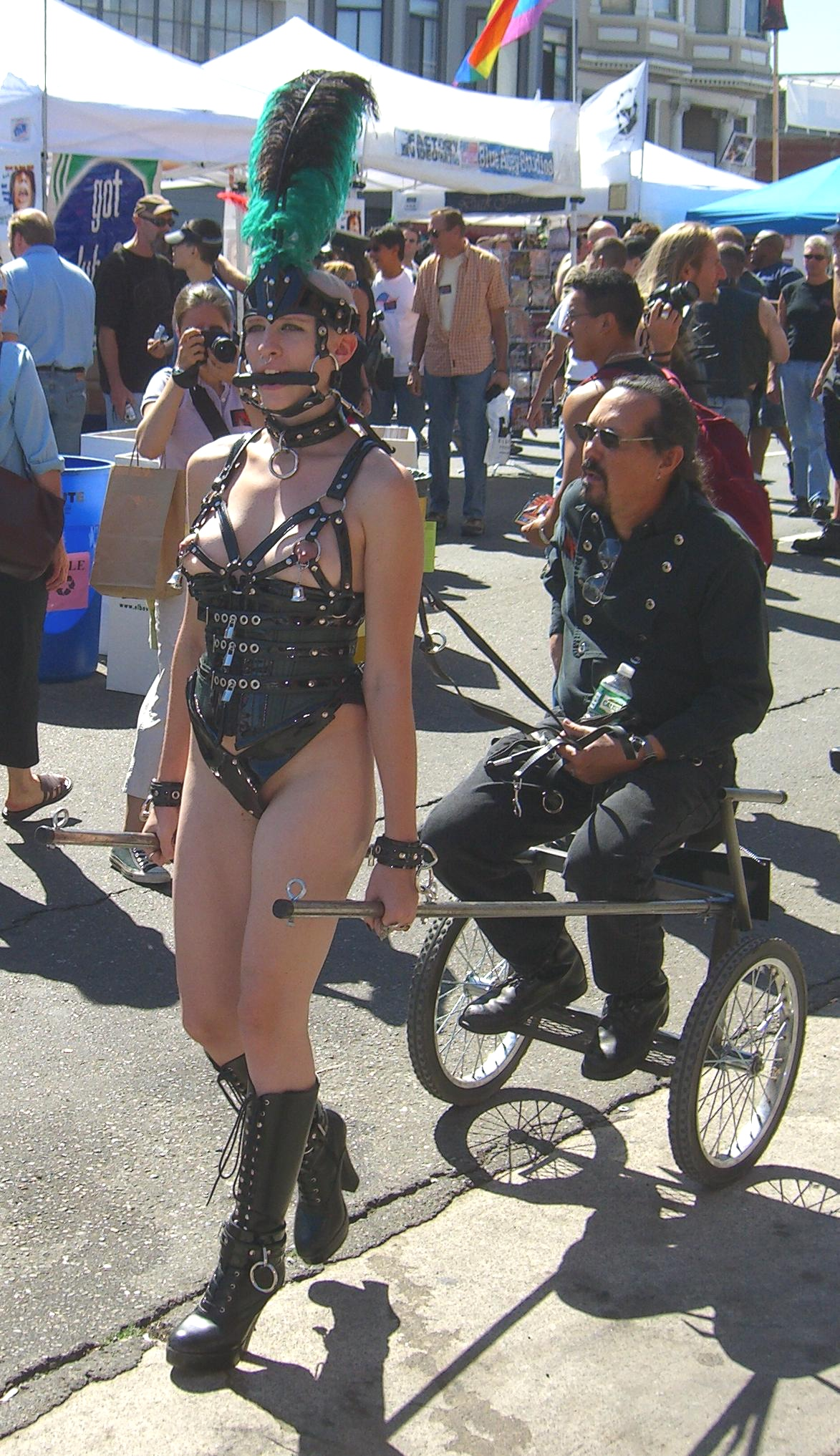
ポニーガール

## ポニーガールのスタイル
ポニーガールは馬に見立てるために、馬具を模倣した道具を着用することが多い。扮する女性は頭部におもがいや、くつわを装着する。またレース馬と見立てる場合は遮眼帯なども装着する。髪をたてがみに見立てるためにモヒカン刈りのような髪型にすることもある。胸は多くの場合露出させることが多いが、レオタード状の衣装で黒、もしくは茶色という馬の毛色を再現することもある。場合によっては革製の鞍を背負わせ、ウェストベルトやボディハーネスにあぶみをぶらさげる。臀部には尻尾を模した髪の束をぶら下げる。これは多くの場合、髪色にあわせた馬の尻尾風毛付きのディルドをアナルに挿入するか、尾てい骨付近にぶら下げる。また、前述のモヒカン刈りで切り落とした髪の毛を用いることもある。足にはひづめの代わりとして厚底、ハイヒールのブーツを履かせる。近年では専用のひづめ付きのブーツなども市販されている。多くの場合、強制的につま先立ちにさせることでかかと部分を馬の足首の球節に見立てることが多い。四つん這いの場合には手にもグローブを装着し、ひづめ風のパーツをかぶせる。
御者役は一輪や二輪、四輪の馬車もしくは荷車に乗り手綱を握る。また調教師となる場合は乗馬服に鞭を持ち、馬としての動作を教え込む。

## 文化的背景
馬が生活に密着していた西欧圏での馬に対する愛着や親近感などが背景にある。また野生の馬を調教し馴致(人に馴れさせる)といった過程が恋愛関係の一部に共感できることなども影響を与えている。BDSMシーンにおいてポニーガールを一躍有名にしたのはジョン・ウィリーであり、彼が自分の雑誌「ビザール」に発表したボンデージを主題とした小説にはしばしばポニーガールが登場する。

## 関連記事
- ヒューマン・アニマル・ロールプレイ
- ポニープレイ
- ペットプレイ
- ビットギャグ
- ケモナー